# Index librorum prohibitorum

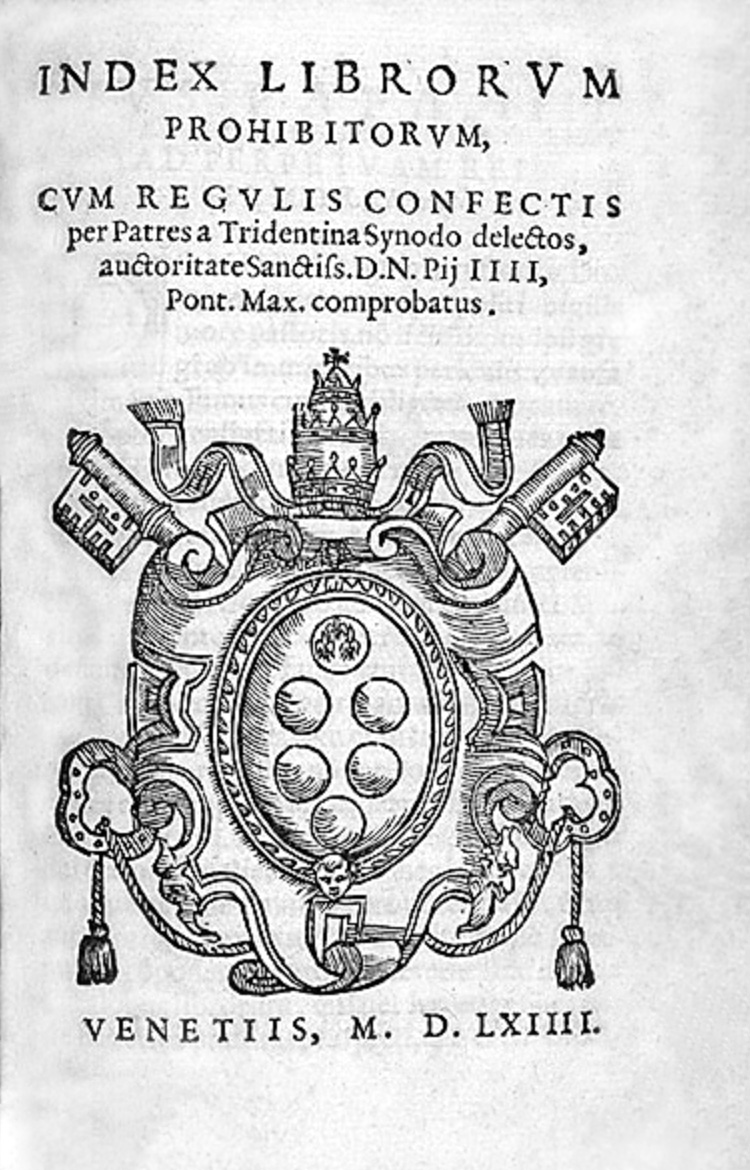
Index Librorum Prohibitorum, ediţia 1564

Index este denumirea scurtă sub care este cunoscută o listă de cărți și autori, denumită, în latină Index librorum prohibitorum (Index de cărți interzise). Aceasta s-a publicat în 1559, la inițiativa Inchiziției, sub pontificatul lui Paul al IV-lea și a fost confirmată de Conciliul de la Trento din 1564.  Indexul era registrul Bisericii Catolice, în care erau înscrise toate cărțile considerate dăunătoare sau eretice, pentru că vin în contradicție cu dogmele bisericești. Cărțile aflate în Index nu puteau fi citite de către supușii Sfântului Scaun.
Oricine citea, poseda sau participa la producerea ori răspândirea unei cărți interzise, trecute la index, era pedepsit prin excomunicare. Orice bun creștin avea obligația de a denunța autorităților orice caz de încălcare a acestui ordin papal.
Indexul (lista neagră) a fost înnoit periodic și a fost publicat cu regularitate până în anul 1948, dar abia în anul 1966 s-a emis o decizie care a suspendat apariția Indexului.  În cei aproape cinci sute de ani, catalogul a suportat 32 de ediții.  Ediția a 32-a, publicată în 1948, cuprindea 4000 de titluri cenzurate din varii motive: erezie, imoralitate, sexualitate explicită, incorectitudine politică etc.
În index au fost înscriși mulți filosofi, între care Denis Diderot, Blaise Pascal, Jean-Jacques Rousseau, René Descartes, Voltaire, Immanuel Kant, George Berkeley (care a fost episcop), Nicolas Malebranche, dar și Ioan Scotus Eriugena, John Locke, David Hume, Erasmus din Rotterdam, Baruch Spinoza, John Stuart Mill, Henri Bergson ori Simone de Beauvoir. 
Alți autori cuprinși în index au fost și Pierre Abélard, Jean le Rond d'Alembert, Pierre-Jean de Béranger, Giovanni Boccaccio, Dante Alighieri, Heinrich Heine, Victor Hugo, Jean de La Fontaine, Alphonse de Lamartine, Michel de Montaigne, Charles de Secondat, baron de Montesquieu, François Rabelais, Jonathan Swift, s.a. 
Filosofi ca Arthur Schopenhauer și Friedrich Nietzsche nici nu apar pe listă, întrucât fiind atei se înțelegea de la sine că lucrările lor erau prohibite.
Ultimul titlu pus în Index librorum a fost Viața lui Iisus a abatelui Jean Steinmann, în 1961, sub Papa Ioan al XXIII-lea.
De la acest termen derivă expresia A pune la index, care, pe lângă sensul de a trece o carte în lista cărților interzise, are și o conotație familiară, însemnând a socoti sau a trata pe cineva ca fiind nedemn, nevrednic sau primejdios. 

## Index Expurgatorius
A existat și un index expurgator sau index expurgatoriu (Index Expurgatorius), care era o listă de cărți ce puteau fi citite numai după expurgarea acestora (eliminarea anumitor pasaje considerate inacceptabile). Lucrările scrise de Voltaire, Rousseau, Diderot, Helvétius, d'Holbach, La Mettrie și alți liber cugetători, înscrise în Index Expurgatorius, puteau fi citite numai cu aprobare de la Papa de la Roma.
Inițial, Index Expurgatorius s-a editat separat, ulterior a fost inclus în Index Librorum Prohibitorum , care a devenit Index librorum prohibitorum et expurgatorum.